# أغنيس من ميرانيا
أغنيس ماريا من ميرانيا (بالألمانية: Agnes-Maria von Andechs-Meranien) (توفيت 1201) كانت ملكة فرنسا القرينة بزواجها من فيليب الثاني أغسطس.
في يونيو 1196 تزوجت فيليب أغسطس بعد إنكار زواجه الثاني من إنغبورغ من الدنمارك في 1193، تبنى البابا إينوسنت الثالث قضية زواج الثانية لـ فيليب، حتى استطاع حرمانه وبعد ذلك إنكار زواجه من أغنيس، وتوفيت في يوليو 1201 في قلعة بواسي، ودفنت في دير سان كورنتين بالقرب من نانت، انجبت له أبن وأبنة، استطاع فيليب إضفاء الشرعية عليهم بعد الموافقة من البابا.